# Metazaleptus adspersus
Metazaleptus adspersus is een hooiwagen uit de familie Sclerosomatidae.